# Kathleen King
Anastasia Lelia Kathleen King (1893–1978) fue una botánica irlandesa; y, una de las destacadísimas briólogas de esa nación.

## Biografía
King nació A. L. Catherine Murphy en Dublín el 5 de julio de 1893, hija de Lawrence y de Bridget Monaghan. Su padre tuvo un negocio de telas, en Baggot Street, y la familia vivía en Merrion Street. King asistió al Loreto College, St Stephens Green, donde mantuvo intereses en la música y en teatro dramático, y aprendió chelo. Fue a una escuela de Berlín, donde aprendió idioma alemán. Al regresar a Dublín, actuó durante un corto período en el Teatro Abbey. En 1918, se casó con Edward Thomas King, un médico de dispensario. Edward murió en 1933, dejando a Kathleen para criar cuatro hijos. King falleció el 28 de marzo de 1978, en su casa en Monte Merrion, Co. Dublín.

## Obra botánica
Su interés en botánica, empezó muy temprano viendo crecer frutas y vegetales en su jardín, fundamentalmente por razones financieras debido a ser una viuda. Alrededor de ese tiempo, se unió a la "Irish Roadside Trees Association", que se ocupaba de la colocación de árboles y la plantación en áreas pavimentadas, ya que vivía en una urbanización de nueva construcción en el Monte Merrionn. 
En 1947, contribuyó con Maurice Fitzpatrick  Roadside trees in town and country, junto con el geólogo Anthony Farrington, el botánico Augustine Henry, y Harold Leask. Se unió a la Sociedad de Forestadores irlandeses y el Dublín Naturalists Club de Campo, cuyas actividades científicas en ambos, expandieron su interés en la naturaleza y la botánica.
King desarrolló un interés en criptógamas, y particularmente en Bryophytes (musgos y líquenes) lo cual la motivó para adquirir un microscopio y unirse a la British Bryological Society en 1949. Sus intereses principales eran la distribución de musgos, y meticulosamente realizó registros, por 20 años, en sus viajes por el país, buscando especies nuevas para la ciencia o para el país. Todo lo logró sin un coche, ni siendo capaz de conducir. Su capacidad de leer alemán le ayudó en la lectura de gran parte del trabajo que estaban haciendo sus contemporáneos en Europa. 
La obra de King expandió el conocimiento sobre los musgos y líquenes irlandeses, publicando sus hallazgos en Irish Naturalists' Journal y en Transactions of the British Bryological Society. Un hallazgo inusual de King fue Meesia tristicha, un musgo de la zona subártica, el cual identificó en 1957 en Bellacorick, Condado Mayo. Hasta entonces ese musgo solo había sido hallado como subfósil en el Reino Unido. El artículo final lo publicó, en 1970, añadiendo 39 nuevos registros irlandeses de briófitas. Y, King fue una de los cinco botánicos que compilaron en 1961 el Supplement to Colgan's Flora of the County Dublín.
Debido a su conocimiento experto de briófitas, muchas universidades la consultaban en la identificación de musgos, y así trabajó con el "Bord na Móna" en el examen ecológico de los sitios pantanosos. 
Su herbario contuvo más de 4000 especímenes, mayoritariamente de Irlanda, y con algunos provenientes de Gran Bretaña y Europa. En 1957, donó sus colecciones a los Jardines Botánicos Nacionales, Glasnevin, cuando su vista empezó a fallar. La colección es considerada como la adición más importante de briófitas desde los 1900s.

## Obra

### Algunas publicaciones
- King, Mrs A.L.K. (1950) Brachythecium caespitosum in Co. Cavan Irish Naturalists Journal

- King, Mrs A.L.K. (1970) Recent additions to Irish bryophyte census lists

## Honores

### Membresías
King fue miembro de muchas sociedades, incluyendo:
- Royal Dublin Society An Taisce sirviendo como secretaria honoraria de 1958 a 1964,
- Dublín Naturalists Club de Campo, su presidenta de 1955 a 1956 y vicepresidenta de 1957 a 1958,
- Sociedad Geográfica de Irlanda.
- elegida miembro honoraria de la británica Bryological Society.[6]